# Arayha Suparurk
Arayha Suparurk (en tailandés: อารยะ ศุภฤกษ์, Pathumthani, Tailandia, 15 de mayo de 1994) es una modelo y reina de belleza tailandesa-austríaca que fue coronada Miss Grand Tailandia 2019 el 13 de julio de 2019. Anteriormente ganó la Miss Grand Nakhon Phanom 2019, que es el concurso provincial de Miss Grand Tailandia.

## Vida
Suparurk nació en Pathumthani, Tailandia, de padre austriaco y madre tailandesa. Sus padres se separaron cuando su madre aún estaba embarazada. Así que ella creció con una madre soltera y nunca conoció ni supo quién era su padre. Terminó su jardín de infantes, educación primaria y secundaria en la Escuela de Demostración de Universidad de Rajabhat Valaya Alongkorn Bajo el Patrocinio Real en la Provincia de Pathum Thani, luego estudió Administración de Empresas en la Escuela Tecnológica de Administración de Empresas de Thai Ayothaya y el programa de inglés en la Universidad Internacional de Stamford. Actualmente estudia multimedia digital en la Universidad de Dhurakij Pundit.

## Concursos de belleza

### Miss Thailand World 2011
Cuando tenía 17 años, Suparurk se unió a Miss Thailand World 2011 con el apoyo de su madre y fue nombrada como la 1.ª finalista y obtuvo el derecho de representar a su país en la Supermodelo de Asia Pacífico en Royal Orchid Sheraton el 19 de septiembre de 2011, Bangkok con Otra modelo tailandesa, Rosatorn. Suparurk fue nombrada como la 1.ª finalista en la competición final.

### Miss Grand Tailandia 2019
Antes de ganar a Miss Grand Tailandia 2019, Suparurk se unió a Miss Grand Nakhon Phanom 2019, el concurso provincial de Miss Grand Tailandia y ganó el título. En la parte final de la pregunta y la respuesta, a los cinco principales participantes se les hizo la misma pregunta al anfitrión, Matthew Deane Chanthavanij: «Como usted es la mujer en la era 4.0, ¿qué piensa acerca de vestirse en la reunión parlamentaria entre los participantes de estilo libre? y emitió regulaciones para restringir eso?» y ella respondió:

«Estoy de acuerdo con permitir que un miembro del parlamento se vistan de forma libre y colorida en la reunión porque el ropa no indica su conocimiento y capacidad de trabajo. Pero debería ser apropiado y cortés. Y creo que ese tipo de vestimenta en el parlamento puede hacer que la reunión tenga más color y genere felicidad para todos los que la vean. Gracias.»
Arayha Suparurk, (13 de julio de 2019)

Además, también ganó muchos premios especiales, incluyendo Miss Photogenic, Miss Beautiful Armpit y fue clasificada como finalista en el sub-concurso del certamen, como Segunda Finalista de Cariño de la Hostia, Top 15 de Miss Grand Rising Star, Top 5 en Mejor en Traje de Baño, Top 6 de M Pictures Nueva Actriz y Top10 en Saisamorn Embajador Challenge.